# Фърмана
Графство Фърма̀на (на английски: County Fermanagh Каунти Фърмана; на ирландски: Fear Manach) е едно от традиционните графства в Ирландия. Намира се в провинция Ълстър и е част от Северна Ирландия. По-голямата част на коритото на река Ърн се намира в това графство. Фърмана и съседното му графство Каван често са наричано „езерната област“. Графство Фърмана е на разстояние от около 120 км (75 мили) от Белфаст и на около 160 км (99 мили) от Дъблин.
Графството граничи с Тайроун на североизток, Монахан на югоизток, Каван на югозапад, Лийтрим на запад и Донигал на северозапад. Фърмана е единственото графство в Северна Ирландия, което не граничи с езерото Лох Ней.